# Coracina larvata
Lagarteiro-das-sundas ou lagarteiro-da-sunda (Coracina larvata) é uma espécie de ave da família Campephagidae.
Pode ser encontrada nos seguintes países: Indonésia e Malásia.
Os seus habitats naturais são: regiões subtropicais ou tropicais húmidas de alta altitude.